# Grand Prix automobile de France 1999
GP précédent GP suivant
Le Grand Prix automobile de France 1999 (Mobil 1 Grand Prix de France 1999), disputé sur le circuit de Nevers Magny-Cours à 12 km au sud de Nevers le 27 juin 1999, est la 637e épreuve du championnat du monde de Formule 1 courue depuis 1950 et la septième manche du championnat 1999.
Ce Grand Prix, couru sous une pluie diluvienne, a connu un nombre important de dépassements.

## Qualifications
| Pos.                                                                                      | No | Pilote                | Écurie             | Temps          | Écart     |
| ----------------------------------------------------------------------------------------- | -- | --------------------- | ------------------ | -------------- | --------- |
| 1                                                                                         | 16 | Rubens Barrichello    | Stewart-Ford       | 1 min 38 s 441 |           |
| 2                                                                                         | 11 | Jean Alesi            | Sauber-Petronas    | 1 min 38 s 881 | + 0 s 440 |
| 3                                                                                         | 18 | Olivier Panis         | Prost-Peugeot      | 1 min 40 s 400 | + 1 s 959 |
| 4                                                                                         | 2  | David Coulthard       | McLaren-Mercedes   | 1 min 40 s 403 | + 1 s 962 |
| 5                                                                                         | 8  | Heinz-Harald Frentzen | Jordan-Mugen-Honda | 1 min 40 s 690 | + 2 s 249 |
| 6                                                                                         | 3  | Michael Schumacher    | Ferrari            | 1 min 41 s 127 | + 2 s 686 |
| 7                                                                                         | 9  | Giancarlo Fisichella  | Benetton-Playlife  | 1 min 41 s 825 | + 3 s 384 |
| 8                                                                                         | 19 | Jarno Trulli          | Prost-Peugeot      | 1 min 42 s 096 | + 3 s 655 |
| 9                                                                                         | 17 | Johnny Herbert        | Stewart-Ford       | 1 min 42 s 199 | + 3 s 758 |
| 10                                                                                        | 23 | Ricardo Zonta         | BAR-Supertec       | 1 min 42 s 228 | + 3 s 787 |
| 11                                                                                        | 12 | Pedro Diniz           | Sauber-Petronas    | 1 min 42 s 942 | + 4 s 501 |
| 12                                                                                        | 22 | Jacques Villeneuve    | BAR-Supertec       | 1 min 42 s 942 | + 5 s 307 |
| 13                                                                                        | 10 | Alexander Wurz        | Benetton-Playlife  | 1 min 44 s 319 | + 5 s 878 |
| 14                                                                                        | 1  | Mika Häkkinen         | McLaren-Mercedes   | 1 min 44 s 368 | + 5 s 927 |
| 15                                                                                        | 5  | Alessandro Zanardi    | Williams-Supertec  | 1 min 44 s 912 | + 6 s 471 |
| 16                                                                                        | 6  | Ralf Schumacher       | Williams-Supertec  | 1 min 45 s 189 | + 6 s 748 |
| 17                                                                                        | 4  | Eddie Irvine          | Ferrari            | 1 min 45 s 218 | + 6 s 777 |
| Temps minimal à réaliser pour la qualification : 1 min 45 s 332 (107 % de 1 min 38 s 441) |    |                       |                    |                |           |
| Nq.                                                                                       | 7  | Damon Hill            | Jordan-Mugen-Honda | 1 min 45 s 334 | + 6 s 893 |
| Nq.                                                                                       | 21 | Marc Gené             | Minardi-Ford       | 1 min 46 s 324 | + 7 s 883 |
| Nq.                                                                                       | 20 | Luca Badoer           | Minardi-Ford       | 1 min 46 s 784 | + 8 s 343 |
| Nq.                                                                                       | 14 | Pedro de la Rosa      | Arrows             | 1 min 48 s 215 | + 9 s 774 |
| Nq.                                                                                       | 15 | Toranosuke Takagi     | Arrows             | 1 min 48 s 322 | + 9 s 881 |

- Damon Hill, Marc Gené, Luca Badoer, Pedro de la Rosa et Toranosuke Takagi ne parviennent pas à rentrer dans les 107 % du meilleur temps établi par Barrichello, échouant ainsi à se qualifier pour le Grand Prix ; ils sont repêchés par les commissaires de course et obtiennent le droit de participer à la course.

## Classement
| Pos. | No | Pilote                | Écurie             | Tours | Temps                              | Grille | Points |
| ---- | -- | --------------------- | ------------------ | ----- | ---------------------------------- | ------ | ------ |
| 1    | 8  | Heinz-Harald Frentzen | Jordan-Mugen-Honda | 72    | 1 h 58 min 24 s 343 (155,060 km/h) | 5      | 10     |
| 2    | 1  | Mika Häkkinen         | McLaren-Mercedes   | 72    | + 11 s 092                         | 14     | 6      |
| 3    | 16 | Rubens Barrichello    | Stewart-Ford       | 72    | + 43 s 432                         | 1      | 4      |
| 4    | 6  | Ralf Schumacher       | Williams-Supertec  | 72    | + 45 s 475                         | 16     | 3      |
| 5    | 3  | Michael Schumacher    | Ferrari            | 72    | + 47 s 881                         | 6      | 2      |
| 6    | 4  | Eddie Irvine          | Ferrari            | 72    | + 48 s 901                         | 17     | 1      |
| 7    | 19 | Jarno Trulli          | Prost-Peugeot      | 72    | + 57 s 771                         | 8      |        |
| 8    | 18 | Olivier Panis         | Prost-Peugeot      | 72    | + 58 s 531                         | 3      |        |
| 9    | 23 | Ricardo Zonta         | BAR-Supertec       | 72    | + 1 min 28 s 764                   | 10     |        |
| 10   | 20 | Luca Badoer           | Minardi-Ford       | 71    | + 1 tour                           | 20     |        |
| Dsq. | 15 | Toranosuke Takagi     | Arrows             | 71    | Disqualifié                        | 22     |        |
| 11   | 14 | Pedro de la Rosa      | Arrows             | 71    | + 1 tour                           | 21     |        |
| Abd. | 9  | Giancarlo Fisichella  | Benetton-Playlife  | 42    | Sortie de piste                    | 7      |        |
| Abd. | 7  | Damon Hill            | Jordan-Mugen-Honda | 31    | Panne électrique                   | 18     |        |
| Abd. | 5  | Alessandro Zanardi    | Williams-Supertec  | 26    | Sortie de piste                    | 15     |        |
| Abd. | 22 | Jacques Villeneuve    | BAR-Supertec       | 25    | Sortie de piste                    | 12     |        |
| Abd. | 10 | Alexander Wurz        | Benetton-Playlife  | 25    | Sortie de piste                    | 13     |        |
| Abd. | 21 | Marc Gené             | Minardi-Ford       | 25    | Sortie de piste                    | 19     |        |
| Abd. | 11 | Jean Alesi            | Sauber-Petronas    | 24    | Sortie de piste                    | 2      |        |
| Abd. | 2  | David Coulthard       | McLaren-Mercedes   | 9     | Panne électrique                   | 4      |        |
| Abd. | 12 | Pedro Diniz           | Sauber-Petronas    | 6     | Sortie de piste                    | 11     |        |
| Abd. | 17 | Johnny Herbert        | Stewart-Ford       | 4     | Boîte de vitesses                  | 9      |        |

## Pole position et record du tour
- Pole position : Rubens Barrichello en 1 min 38 s 441 (vitesse moyenne : 155,423 km/h).
- Meilleur tour en course : David Coulthard en 1 min 19 s 227 au 8e tour (vitesse moyenne : 193,116 km/h).

## Tours en tête
- Rubens Barrichello : 44 (1-5 / 10-43 / 55-59)
- David Coulthard : 4 (6-9)
- Michael Schumacher : 11 (44-54)
- Mika Häkkinen : 6 (60-65)
- Heinz-Harald Frentzen : 7 (66-72)

## Statistiques
- 2e victoire pour Heinz-Harald Frentzen.
- 2e victoire pour Jordan en tant que constructeur.
- 3e victoire pour Mugen-Honda en tant que motoriste.
- 1re et unique pole position de l'écurie Stewart.
- La course est neutralisée du 25e au 35e tour en raison de mauvaises conditions météorologiques.
- Toranosuke Takagi est disqualifié car ses pneus n'étaient pas conformes.